# 鮑爾斯冰川
72°37′S 169°3′E / 72.617°S 169.050°E
鮑爾斯冰川（英語：Bowers Glacier）是南極洲的冰川，位於維多利亞地的博克格雷溫克海岸，處於勝利山脈，最終注入勝利山脈，美國地質調查局根據測量和該國海軍的空中照片繪入地圖，現時由南極條約體系管理。